# Geórgios Karasmánis
Geórgios Karasmánis (en grec Γεώργιος Αθανασίου Καρασμάνης), né en 1951 à Pella en Grèce, est un homme politique grec.

## Biographie
Aux élections législatives grecques de janvier 2015, il est élu député au Parlement grec sur la liste de la Nouvelle Démocratie dans la circonscription de Pella.